# Étienne Laspeyres
Ernst Louis Étienne Laspeyres (Halle an der Saale, 28 novembre 1834 – Gießen, 4 agosto 1913) è stato un economista e statistico tedesco.
Rampollo di una famiglia ugonotta di origini guascone, stabilitasi a Berlino nel 1696, studiò diritto e finanza pubblica a Tubinga, Berlino, Gottinga e Halle an der Saale conseguendo la laurea in scienze politiche e finanza pubblica a Heidelberg.
Fu professore di economia e statistica (o "scienza dello stato") a Basilea, Riga, Tartu, Karlsruhe e negli ultimi 26 anni (dal 1874 al 1900) a Giessen.
Era membro attivo dell'Istituto Internazionale di Statistica.
Laspeyres è noto principalmente per la sua formula dei numeri indici composti per determinare l'inflazione mediante i valori dell'indice dei prezzi di Laspeyres, sviluppata nel suo scritto "Hamburger Warenpreise" del 1864.
Viene considerato pure uno dei padri della amministrazione aziendale come scienza accademica in Germania ed è stato uno dei principali unificatori delle scienze economica e statistica per
sviluppare idee che sono oggi realtà, quali la quantificazione e 
operazionalizzazione della scienza economica, l'espansione della statistica ufficiale, la cooperazione tra statistica ufficiale e ricerca economica, l'integrazione della figura di economista e statistico.

## Opere

### Libri
- Wechselbeziehungen zwischen Volksvermehrung und Höhe des Arbeitslohns, 1860
- Geschichte der Volkswirtschäftlichen Anschauungen der Niederländer und ihrer Literatur zur Zeit der Republik, 1863
- Der Einfluss der Wohnung auf die Sittlichkeit, 1869

### Articoli
- Mitteilungen aus Pieter de la Courts Schriften. Ein Beitrag zur Geschichte der niederländischen Nationalökonomik des 17. Jahrhunderts in "Zeitschrift für die gesammte Staatswissenschaft", 1862
- Hamburger Warenpreise 1851-1860 und die kalifornisch-australische Geldentdeckung seit 1848. Ein Beitrag zur Lehre von der Geldentwertung in "Jahrbücher für Nationalœkonomie und Statistik", 1864
- Die Berechnung einer mittleren Warenpreissteigerung in "Jahrbücher für Nationalœkonomie und Statistik", 1871
- Welche Waren werden im Verlaufe der Zeiten immer teurer? – Statistische Studien zur Geschichte der Preisen in "Zeitschrift für die gesammte Staatswissenschaft", 1872
- Statistische Untersuchungungen über die wirtschaftliche und sociale Lage der sogenannte arbeitenden Klassen in "Concordia Zeitschrift für die Arbeiterfrage", 1875
- Die Kathedersocialisten und die statistischen Congresse. Gedanken zur Begründung einer nationalœkonomischen Statistik und einer statistischen Nationalœkonomie in "Deutsche Zeit- und Streit-Fragen", 1875
- Zur wirtschaftlichen Lage der ländlichen Arbeiter im deutschen Reich in "Zeitschrift für die gesammte Staatswissenschaft", 1876
- Preise (Die Bewegungen der Warenpreise in der zweiten Hälfte des 19. Jahrhunderts), voce nell'enciclopedia "Meyers Konversations-Lexikon", 1883
- Statistischen Untersuchungen zur Frage der Steuerüberwälzung in "Finanz-Archiv", 1901
- Einzelpreise und Durchschnittspreise vegetalischer und animalischer Produkte in Preussen während der 75 Jahre 1821 bis 1895 in "Zeitschrift, Prussia, Statistisches Bureau", 1901